# Dátar (groupe)
Pour les articles homonymes, voir Datar (homonymie).
Dátar est un groupe islandais de pop et rock. Formé en 1965, il compte deux EP sortis au label SG-hljómplötur. Le groupe se composait de Rúnar Gunnarsson (chant et guitare rythmique), Hilmar Kristjánsson (guitare solo), Jón Pétur Jónsson (basse et chant), et Stefán Jóhannsson (batterie) et effectuait quelques changements de membres jusqu'en 1967, date de sa séparation. Sur six de ses membres victimes de morts tragiques, seul Jón Pétur Jónsson est rescapé.

## Histoire

### Débuts et premier EP
En 1963, les Beatles change radicalement l'attitude de la jeune génération. Leur style musical comprenait de simples mélodies accrocheuses et des paroles prononcées par des instruments électriques ; guitare solo, basse, guitare rythmique, batterie et chant. Crédité au groupe britannique The Beatles, ce mélange a changé le monde pour toujours. Le style vestimentaire et les habitudes des Beatles retracent le mouvement britannique mod en Grande-Bretagne, et c'est cette tendance qui aidera à définir les Dátar.
Dátar est probablement le premier quatuor islandais qui a été directement créé dans l'objectif d'attirer l'attention et de percer sur la scène musicale. Thráinn Kristjánsson, alors président du Jazzklubb Reykjavíkur, devient l'agent artistique du groupe après avoir aidé son frère Hilmar à sa création. Þráin demande à Þóri Baldursson de répéter avec le groupe, et le met sur la bonne voie pendant les premiers mois. Au début, les Dátar attirent l'attention pour leur façon originale de s'habiller : avec des uniformes qui ressemblaient à ceux de la marine américaine, avant d'adopter les tenues de soirée. Le 27 juin 1965, le Alðiðubladíð rapporte la création d'un nouveau groupe, Dátar, qui jouera pour la première fois au Silfurtunglin de Snorrabraut de 2 h à 5 h du matin. Le journal indique également que le groupe a répété dur sous la direction de Þóris Baldursson du trio Savanna, et qu'il reprendra les toutes dernières chansons de beat classées dans les charts. Ils reprennent entre autres les Kinks et les Who.
En février 1966, le groupe sort son premier EP, Leyndarmál, qui comprend trois chansons de leur mentor Þóri Baldursson, et une reprise effectuée par le groupe. L'EP est un succès, en particulier grâce à sa chanson Leyndarmál. Toujours en février 1966, le groupe britannique The Hollies vient en Islande donner un concert au Háskólbíó, chauffé par Dátar et Logar. Le journal Tíminn écrit, entre autres, à ce sujet : « Ces concerts ont commencé lorsque deux groupes de beat islandais, Dátar et Logar, y ont interprété leur art pour le plus grand plaisir du public. » À cette période, le journaliste local Andrés Indriðason animait une chronique musicale appelée Eftir eyranu. En février 1966, entre autres, il explique en ses termes à propos du groupe : « Dátar a récemment joué au Lídó et y a rassemblé des fans respectables. Quand on leur demande quel âge ont les fans, ils répondent ; 15 à 18 ans. Et pour les adolescents, bien sûr, ils jouent cette musique des Beatles ainsi que de la jenka. Il convient de mentionner que Dátar a été le premier à présenter la danse jenka aux adolescents islandais. Ils disent qu'ils se soucient beaucoup des valses et tangos, mais ils ont aussi beaucoup attiré des adeptes de jazz. »
Peu de temps après la sortie du premier album de Dátar pour lequel il n'était pas satisfait, le guitariste Hilmar quitte le groupe à l'automne 1966, et est remplacé par Magnús Magnússon.

### Deuxième EP et séparation
En 1967, ils publient leur deuxième EP, Gvendur á Eyrinni. Les paroles des chansons ont été écrites par Þorsteinn Eggertsson. L'album est unanimement salué par la presse spécialisée locale, et la plupart conviennent que la chanson sur Gvend á Eyrinni était la plus incontournable dans le monde de la pop. Þorsteinn part avec Dátar pour une tournée à travers le pays au cours des étés 1966 et 1967. Son rôle lors de ces voyages était d'écrire des chroniques en tant que publiciste du groupe pour les journaux et magazines.
Magnús, connu comme solitaire, se suicide quelque temps après la sortie du deuxième album. Cet événement tragique fait des ravages chez les membres de Dátar, qui décident de continuer. Ils sont rejoints par le claviériste Karl Sighvatsson, qui les accompagnent à travers le pays à l'été 1967. À la fin de cette tournée, Dátar décide de se séparer. Rúnar, qui avait alors déjà fondé une famille et était devenu père responsable, rejoint le Sextett Ólafs Gauks, dans lequel il reste jusqu'en 1969 avant de former le groupe Tilvera. À cause de troubles psychiques et de problèmes liés à l'alcool, Rúnar se suicide en 1972 à l'âge de 24 ans. Le guitariste Hilmar se suicide également en 1978. Quant à Karl Sighvatsson, il décède dans un accident de voiture en 1991. Le batteur Stefán succombe à un cancer l'année suivante. Jón Pétur est le seul membre rescapé.
À titre posthume, le journal Fréttablaðið publie, en mars 1997, une article sur Dátar qui comprend une interview de Þorstein Eggertsson à propos de son partenaire et ami Rúnar Gunnarsson : « Rúnar était la star du groupe, il était éclatant et attirait les filles. Il était en couple à l'époque, très amoureux et ne pensait à aucune autre fille. On lui disait que son couple ne pouvait pas durer, car avec sa popularité il ne pouvait pas jouer autrement que devant un public de fille hystériques. » De plus, Þorsteinn explique qu'« à l'extérieur, Rúnar était un beau-parleur qui usait du dialecte de Keflavík, à la mode à l'époque, mais qu'à l'intérieur, il n'était pas autant confiance en lui. »

## Membres

### Derniers membres
- Rúnar Gunnarsson — chant, guitare rythmique (1964–1967) (†)
- Jón Pétur Jónsson — basse, chant (1964–1967)
- Stefán Jóhannsson — batterie (1964–1967) (†)
- Magnús Magnússon — guitare (1966–1967) (†)
- Karl Sighvatsson — clavier (1967) (†)

### Anciens membres
- Hilmar Kristjánsson — guitare solo (1965–1966) (†)

## Discographie
- 1966 : Leyndarmál
- 1967 : Gvendur á Eyrinni